# Josef Spickermann
Josef Alexander Spickermann, także Józef Spickermann (6 marca 1870 w Błocie, zm. 22 marca 1947 w Lipsku) – działacz mniejszości niemieckiej w Polsce, poseł na Sejm Ustawodawczy, poseł na Sejm II RP I kadencji i senator II kadencji Senatu Rzeczypospolitej Polskiej na Sejm RP.

## Życiorys
Ukończył szkołę w Łodzi w wieku 19 lat, zdając egzamin i uzyskując tytuł mistrza stolarskiego. Od 1909 zajmował się handlem, w 1922 we wsi Błoto prowadził firmę budowlaną, a także zajmował się produkcją mebli. Pełnił funkcję radnego gminy Błoto oraz był członkiem Rady Nadzorczej Banku Spółek Niemieckich w Polsce i Komisji Synodalnej Kościoła Ewangelicko-Augsburskiego.
W wyniku wyborów przeprowadzonych w styczniu 1917, kandydując z listy Zjednoczonych Niemieckich Komitetów Wyborczych, został członkiem Rady Miejskiej m. Łodzi. W 1919 został ponownie wybrany do Rady Miejskiej, w której pełnił funkcję sekretarza. W tym samym roku został posłem Sejmu Ustawodawczego z ramienia Niemieckiego Stronnictwa Ludowego, a następnie w latach 1922–1927 posłem Sejmu I kadencji. W latach 1928–1930 był senatorem Senatu II kadencji. W 1930 został wybrany ponownie do senatu, niemniej zrezygnował ze względu na wewnętrzne ustalenia w ramach Niemieckiego Stowarzyszenia Ludowego w Polsce (którego był członkiem zarządu), ustępując Augustowi Uttcie. Po 1930 wycofał się z polityki.
Po zajęciu Łodzi w 1939 przez wojska niemieckie podpisał volkslistę. Był członkiem Narodowosocjalistycznej Niemieckiej Partii Robotników (NSDAP) od 1944. Do 1945 był starszym cechu stolarzy w Łodzi. W 1945 Spickermannowie wyjechali wraz z wycofującym się niemieckim frontem na tereny późniejszego NRD.

### Życie prywatne
Spickermann miał żonę i dziewięcioro dzieci. Troje zmarło w dzieciństwie, pozostałe zaś – trzech synów i trzy córki – założyły rodziny. Zmarł 22 marca 1947 i został pochowany na Cmentarzu Południowym w Lipsku (kw. XXIV, grób 579).